# Jean-François de Monnin
Jean-François de Monnin (Duinkerken, 1675 – Parijs, 17 maart 1756) was een officier van de Zwitserse wacht in dienst van de Franse kroon. Hij vocht in de Oostenrijkse Nederlanden voor de Fransen, ten tijde van de Oostenrijkse Successieoorlog.

## Levensloop
Jean-François de Monnin was een zoon van François de Monnin (1624-1696), officier van de Zwitserse wacht van de koning van Frankrijk. De familie de Monnin was afkomstig van soldeniers in het vorstendom Neuchâtel, dat heden een Zwitsers kanton is. Neuchâtel was een vorstendom in het Heilige Roomse Rijk dat onder Franse invloed stond door toedoen van het regerende huis Orléans-Longueville. Vader de Monnin was geadeld voor zijn diensten aan de Franse kroon en was officier van de Zwitserse wacht.
Jean-François groeide op in Duinkerken in een periode dat zijn vader gekazerneerd was in Frans-Vlaanderen. Hij trad toe tot de Zwitserse wacht in 1690, 15 jaar oud. Het was het regiment de Monnin, genoemd naar zijn vader. Hij diende vervolgens in andere regimenten van de Zwitserse wacht. Tijdens de Spaanse Successieoorlog diende hij in het (Zwitserse) regiment de Courten (1697-1719) en vervolgens in het regiment Castellas (1719-1739). Dit laatste regiment keerde in 1719 terug van een campagne in de Provence. In 1739 werd de Monnin bevorderd tot generaal, en dit in het regiment de Bettens. De Oostenrijkse Successieoorlog barstte los in Europa (1740). 

### Oostenrijkse Successieoorlog in het Rijnland

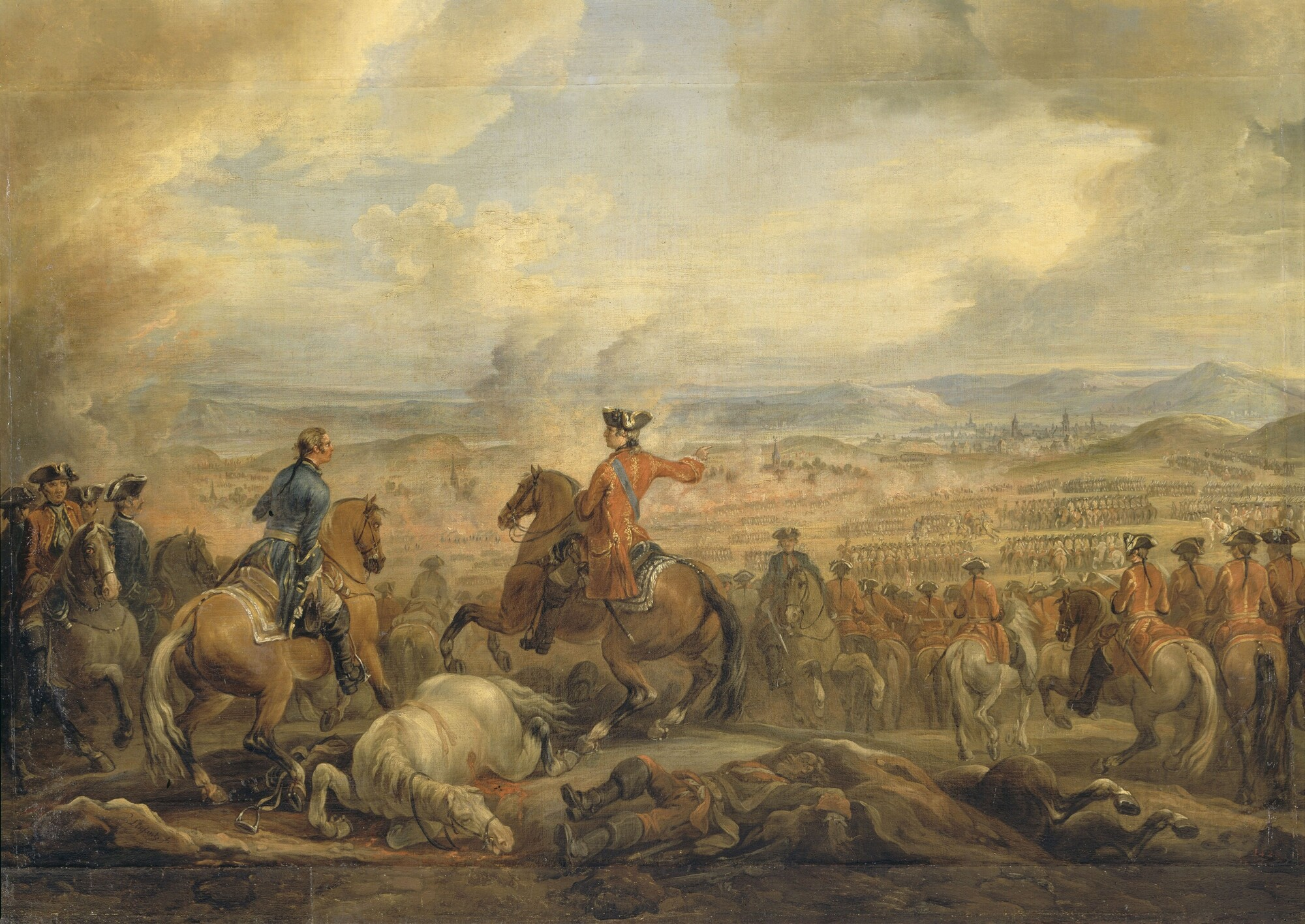
Slag bij Rocourt (1746). De Zwitsers kwamen er nauwelijks aan te pas.

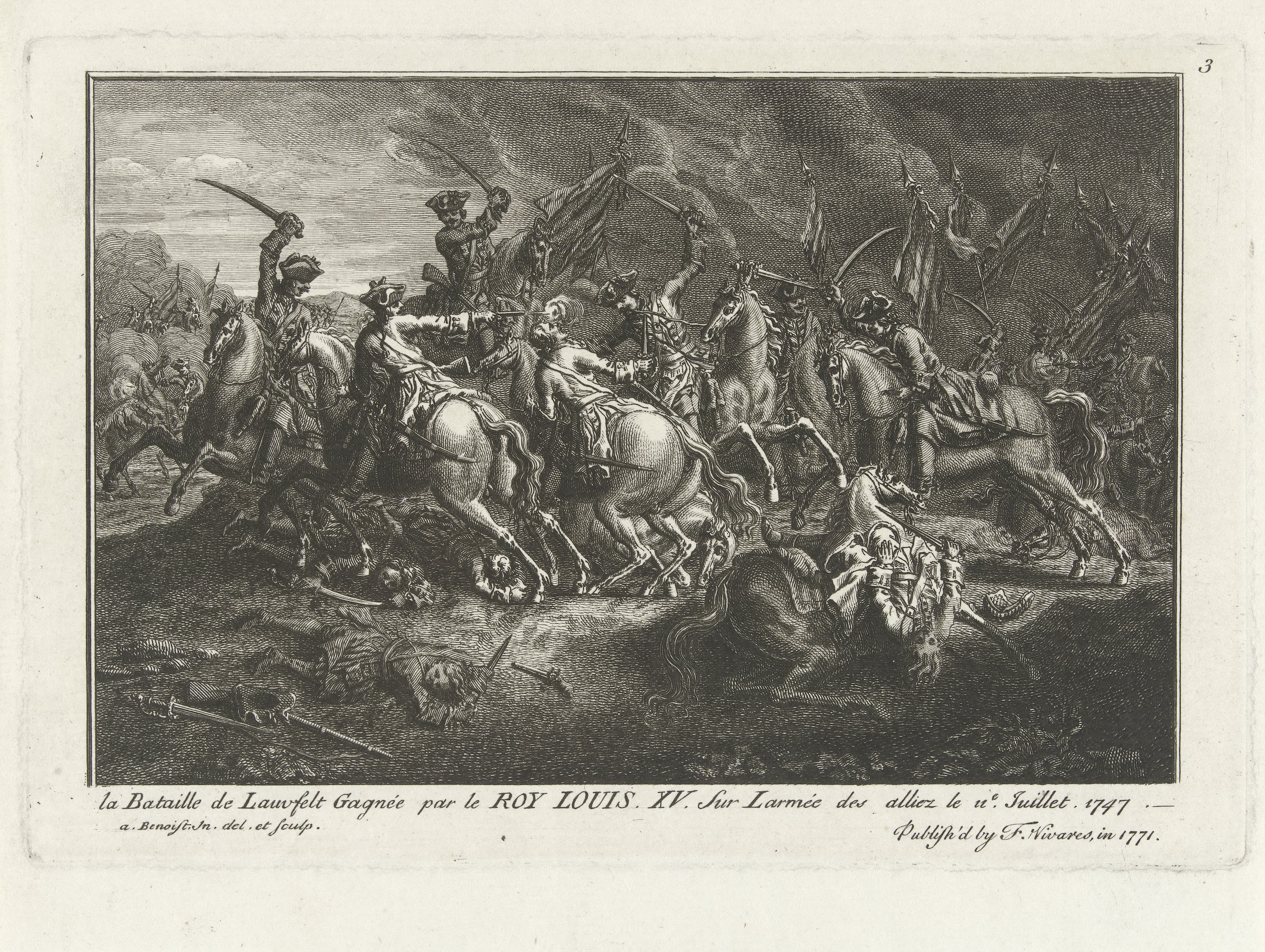
Slag bij Lafelt (1747). De Zwitsers leden zware verliezen.

In 1740 benoemde koning Lodewijk XV hem tot veldmaarschalk. De Monnin mocht het regiment de Bettens hernoemen naar zichzelf: dit werd het regiment de Monnin. Dit Zwitsers regiment werd een onderdeel van de legermacht van de hertog de Noailles (1678-1766) in het Rijnland. De Monnin’s regiment trok van Worms naar Landau (1743) en vervolgens naar Freiburg waar hij Lodewijk XV vervoegde die de Rijn was overgestoken (1744). 

### Oostenrijkse Successieoorlog in de Nederlanden
In 1745 scheurde Lodewijk XV het regiment de Monnin af van het Rijnleger, wat paste binnen een breder kader van een agressievere houding tegenover Oostenrijk. De Monnin trok naar de Oostenrijkse Nederlanden en sloot zijn regiment aan bij het Franse leger van de maarschalk van Saksen. Het opzet was de verovering van de Oostenrijkse Nederlanden. 
In juni 1745 was de Monnin’s regiment in Doornik, in juli 1745 in Oudenaarde en in februari 1746 viel Brussel in hun handen. De ene na de andere Barrièrestad in de Zuidelijke Nederlanden met Nederlandse regimenten viel in handen van de Fransen. Verder belegerden de Monnin en zijn troepen, als deel van de Franse troepen, de stad Bergen in Oostenrijks-Henegouwen (1746). Eénmaal Bergen veroverd bleef de Monnin er niet als een bezettingsleger. Het regiment de Monnin trok met de rest van het Franse leger naar Rocourt, ook Roucoux genoemd, in het prinsbisdom Luik. De maarschalk van Saksen, aanvoerder van de Franse troepen, stuurde zijn troepen naar de overwinning in de Slag bij Rocourt (1746). Het regiment van de Monnin stond op het slagveld maar vocht hier eigenlijk niet.
De maarschalk van Saksen rukte vervolgens op richting de Verenigde Republiek, meer bepaald stootte hij door naar Maastricht. In de buurt van Maastricht kwam het tot een omvangrijke veldslag: de slag bij Lafelt, ook de slag bij Lawfeld genoemd. De Monnin en de zijnen leden zware verliezen in Lafelt. In de tuinen van het dorp kwam het tot een bloedig treffen met geallieerde troepen. De Monnin kon met veel moeite een vijftal charges uitvoeren. Boomgaarden, hagen en hellingen maakten het zijn troepen moeilijk om te chargeren. De helft van het regiment de Monnin vond er de dood of was gekwetst. Maarschalk de Monnin zelf overleefde de slag bij Lafelt; vele van zijn officieren niet. Wat restte van zijn regiment trok naar Bergen-op-Zoom, voor belegering en vervolgens plundering (1747). Dit gebeurde onder leiding van de Franse generaal Ulrich van Löwendal.
In 1748, met de Vrede van Aken, eindigde de Oostenrijkse successieoorlog. De Fransen trokken zich terug uit de Nederlanden. Nederlandse troepen keerden terug naar de Oostenrijkse Nederlanden waar zij kazerneerden in de Barrièresteden. De Monnin en de zijnen mochten zich diep terugtrekken naar het veilige Normandië; de Zwitsers kazerneerden in Caen (1748) waar ze niet meer ingezet werden in veldslagen. 
Veldmaarschalk de Monnin stierf enige jaren later in Parijs (1756).